# Mîhailivka Perșa, Kotelva
Mîhailivka Perșa (în ucraineană Михайлівка Перша) este un sat în comuna Sîdoreace din raionul Kotelva, regiunea Poltava, Ucraina.

## Demografie
Componența lingvistică a localității Mîhailivka Perșa
     Ucraineană (97,99%)
     Rusă (1,26%)
     Alte limbi (0,5%)
Conform recensământului din 2001, majoritatea populației localității Mîhailivka Perșa era vorbitoare de ucraineană (97,99%), existând în minoritate și vorbitori de rusă (1,26%).